# Maust
Maust, niedersorbisch Hus, ist ein Ortsteil der Gemeinde Teichland im Amt Peitz im brandenburgischen Landkreis Spree-Neiße mit rund 550 Einwohnern. Maust ist der größte Ortsteil der im sorbischen Siedlungsgebiet in der Niederlausitz liegenden Gemeinde Teichland.

## Geographie

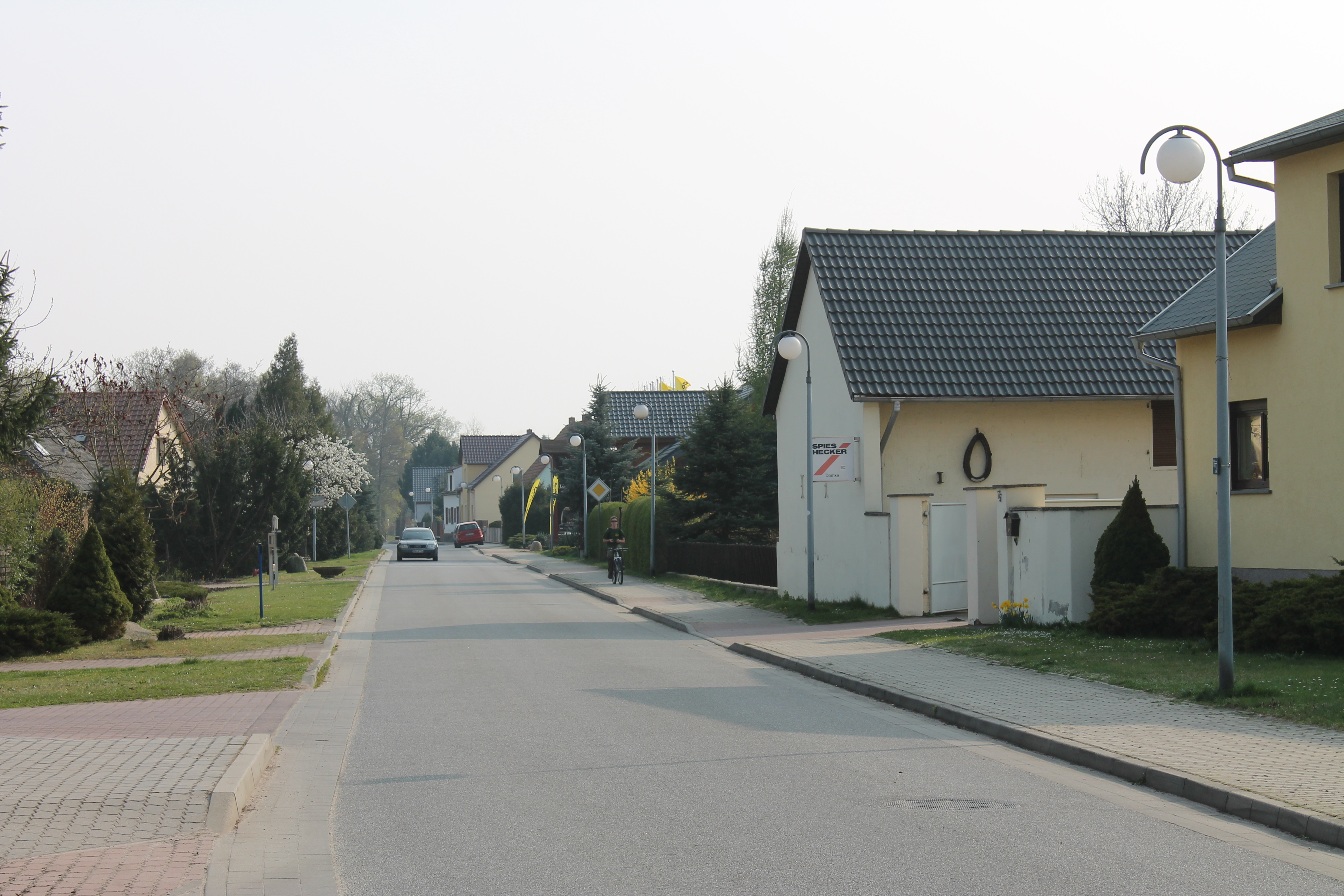
Dorfstraße

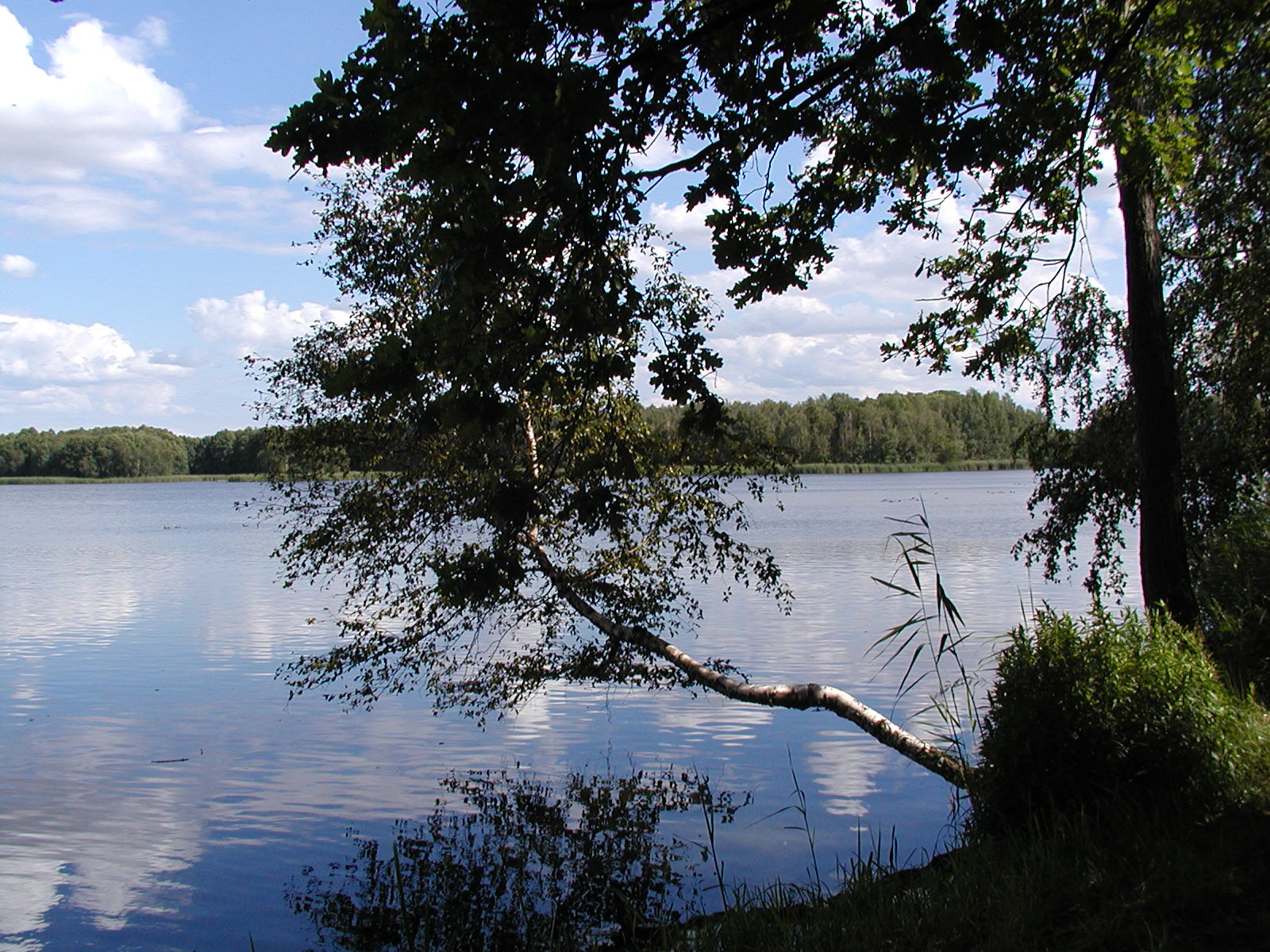
Die Peitzer Teiche von der Maustmühle aus gesehen.

Maust liegt nordöstlich des Cottbuser Stadtteils Willmersdorf und rund drei Kilometer südlich der Stadt Peitz. Nördlich und östlich ist Maust von den Peitzer Teichen umgeben. Die größten dieser Teiche, in denen vor allem Karpfen gezüchtet werden und nach denen die Gemeinde Teichland benannt ist, sind der Neuendorfer Teich, der Teufelsteich und der Hälterteich. In Maust liegt aufgrund der umliegenden Teichlandschaft der Grundwasserspiegel nur circa 1–2 m unter der Erdoberfläche, was zu einer üppigen Vegetation in dem 1435 ha großen Ortsteil führt.

## Geschichte
Maust wurde 1482 erstmals urkundlich erwähnt. Trotz seiner Nähe zur Festung Peitz blieb der Ort aber ein kleines Provinzdorf. Noch Anfang der 1990er Jahre lebten hier weniger als 300 Menschen und erst in den letzten Jahren kam es zu einer Verdoppelung der Bevölkerungszahl durch Zuwanderer, die den Erholungswert des Ortes für sich entdeckten.
Zur Gemeinde Teichland gehört Maust seit dem 31. Dezember 2000, als Teichland aus den bis dahin selbstständigen Gemeinden Maust, Neuendorf und Bärenbrück gegründet wurde.

### Ortsname
Die urkundliche Überlieferung des Ortsnamens setzt erst spät ein. Im Jahr 1482 wird mit Maust bereits die heutige Namensform genannt, um 1600 fand der Maußnische Teichbau Erwähnung. Überlieferte Formen aus dem 17. und 18. Jahrhundert sind Maust und Maus.
Der niedersorbische Name wurde 1761 als Huß urkundlich überliefert. In seinen Flurnamen des Kreises Cottbus gab Schwela Us als Namen an.
Nach Körner ist die Deutung des Namens wegen des Fehlens früherer Belege schwierig. Wie schon Schwela hält auch er eine Herkunft vom altsorbischen usťe ‚Mündung‘ (polnisch ujście, tschechisch ústí) für möglich. Die M-Prothese der deutschen Namensform könnte aus ‚am‘ oder ‚zum‘ entstanden sein. Geografisch wird diese Deutung mit der Lage der Siedlung an der Einmündung des Hammergrabens in die Peitzer Teiche bekräftigt. Körner weist des Weiteren darauf hin, dass die niedersorbische Namensform Hus an gus, obersorbisch hus, huso ‚Gans‘ angelehnt ist.

## Kultur und Sehenswürdigkeiten

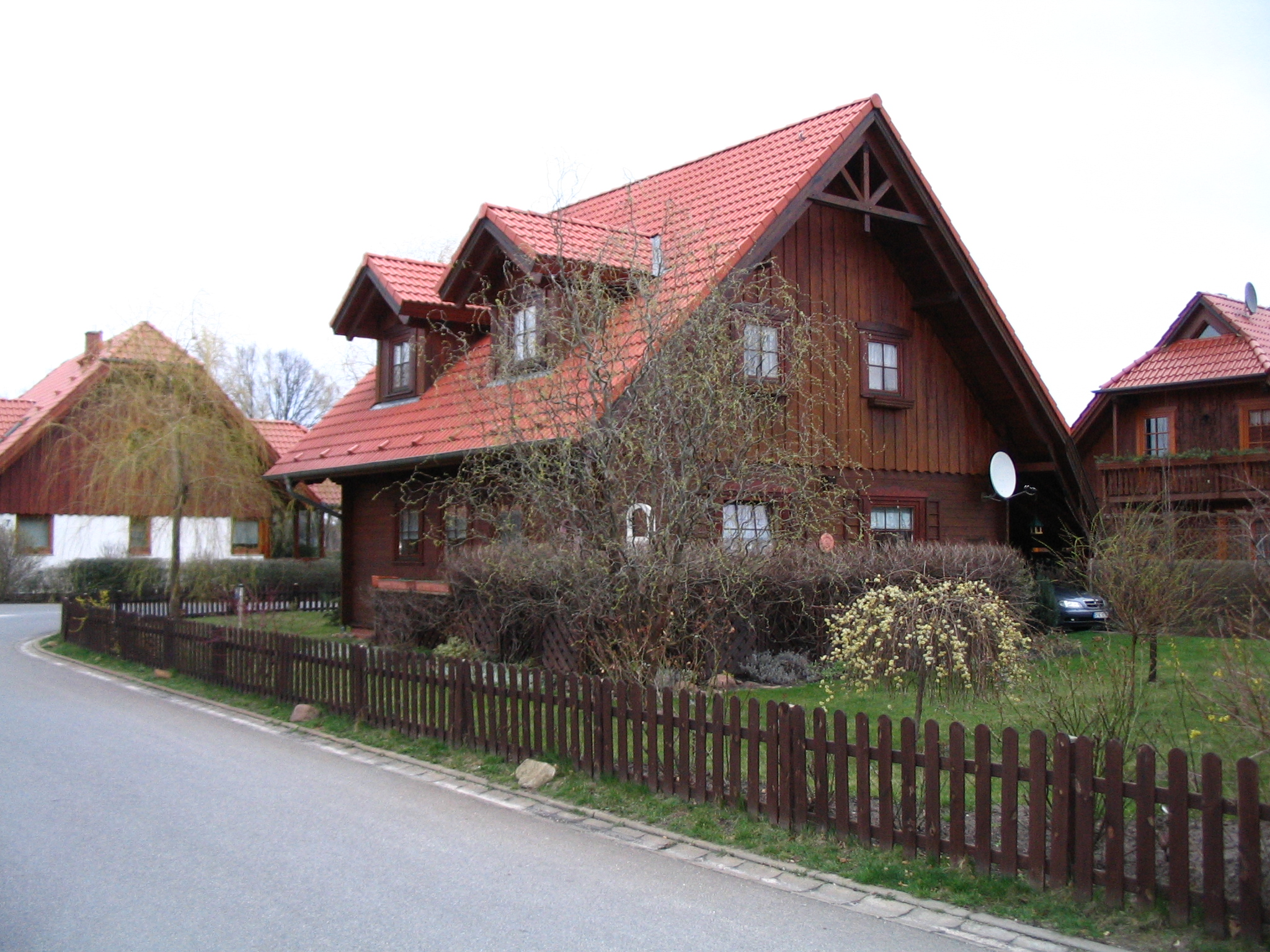
Typisches Blockhaus in Maust

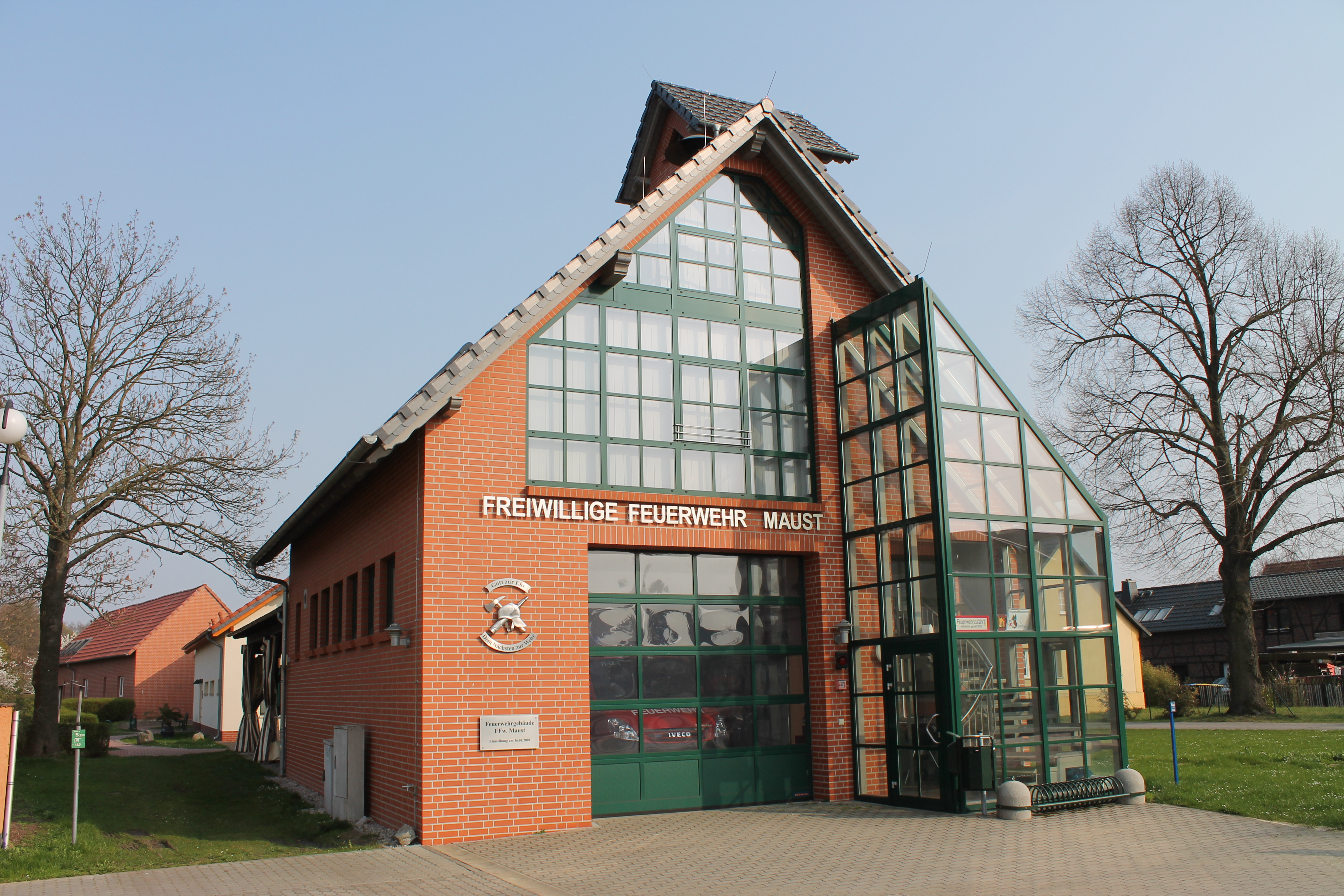
Das 2008 eingeweihte Feuerwehrhaus der Freiwilligen Feuerwehr

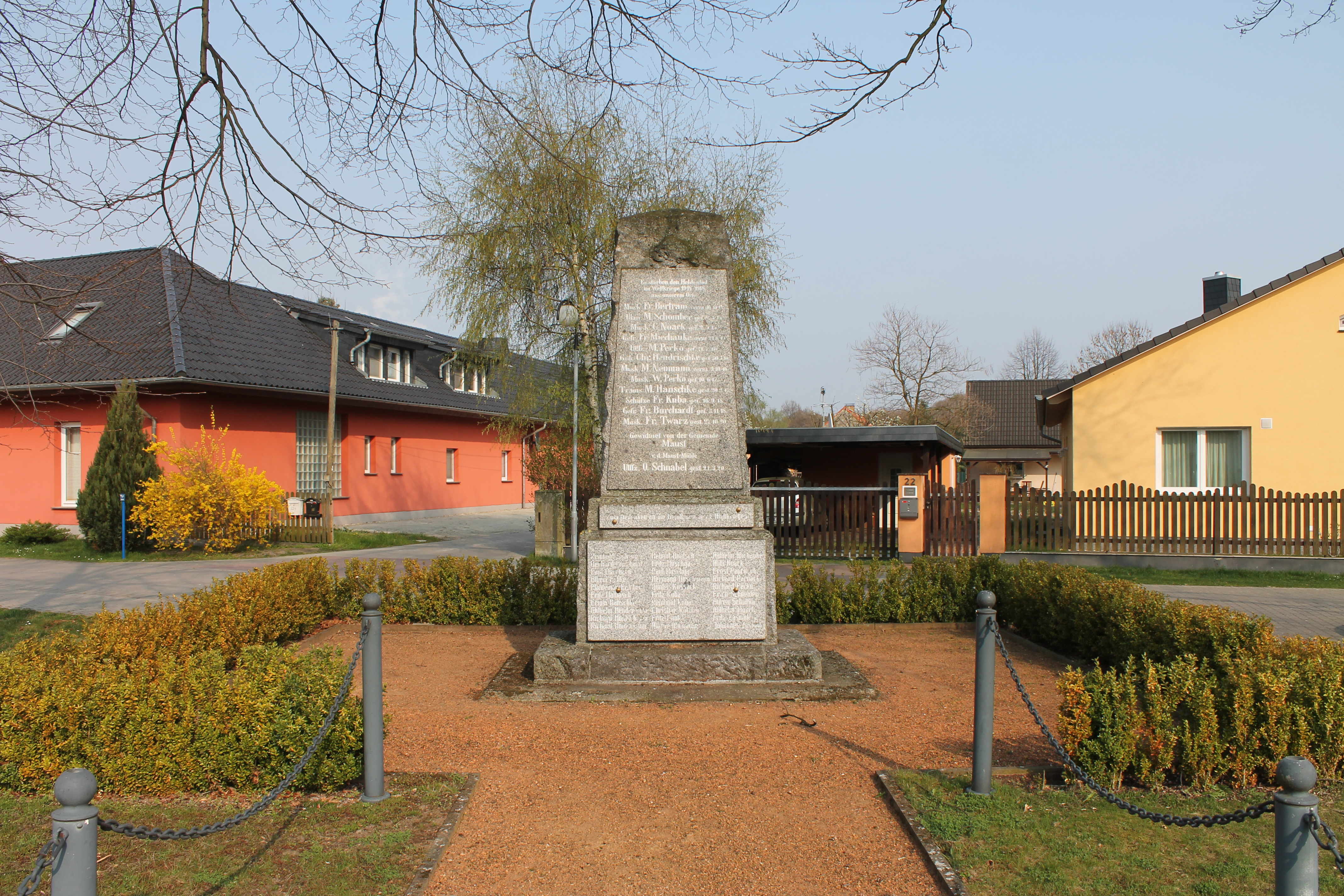
Denkmal für die im Ersten Weltkrieg gefallenen Einwohner des Ortes

In Maust befindet sich eine der größten zusammenhängenden Blockhaussiedlungen Deutschlands mit etwa 50 Blockhäusern.
Sehenswert ist auch der im 15. Jahrhundert angelegte (aufgrund des nahen Tagebaus heute umgeleitete) Hammergraben, sowie das Hütten- und Fischereimuseum in Peitz. Mit dem Ende des Braunkohlentagebaus entsteht in Zukunft südlich des Ortes der Cottbuser Ostsee. Das verbleibende Tagebaurestloch soll von 2020 bis ca. 2030 geflutet werden und einen 19 km² großen See bilden.
In der Siedlung Maustmühle befindet sich das gleichnamige traditionelle Ausflugslokal. Auf dem Gelände steht ein historischer Pavillon, der unter Denkmalschutz steht. Namensgeber ist eine ehemalige Getreide-, Öl- und Sägemühle. Hier findet man auch ein kleines Museum zur Geschichte der Mühle und ein mit einem Wasserrad im Hammergraben betriebenes Mini-Wasserkraftwerk. Aus dem Hauptgebäude ist 2011 ein Mehrfamilienhaus im Passivhausstandard entstanden. Im Jahr 2010 wurden die Brücke und das Wehr erneuert. Das Wasserrad ist neu entstanden.
An der Bundesstraße 168, hinter dem Ortsausgang in Richtung Peitz befindet sich das im Jahr 2010 frisch restaurierte Ehrenmal gegen den Kapp-Putsch (1920).
2014 war Maust Gastgeber der großen Feierlichkeiten zum zukünftigen Cottbuser Ostsee.

## Bevölkerung
Für seine Statistik über die sorbische Bevölkerung in der Lausitz ermittelte Arnošt Muka in den achtziger Jahren des 19. Jahrhunderts für Maust eine Bevölkerungszahl von 370 Einwohnern, davon waren 364 Sorben (98 %) und sechs Deutsche.